# Músculo elevador del labio superior y del ala de la nariz
El músculo elevador del labio superior y del ala de la nariz (Musculus levator labii superioris alaeque nasi) es un músculo de la cara, en la parte lateral de la nariz; en forma de cinta delgada.
Se inserta en la apófisis ascendente (o apófisis frontal) del maxilar superior; por abajo, en la piel de la parte posterior del ala de la nariz y en la del labio superior.
Lo inerva la rama temporofacial del nervio facial.
Eleva el labio superior y el ala de la nariz.
- Datos: Q301876
- Multimedia: Levator labii superioris alaeque nasi muscles / Q301876